# 辺雨英
邊 雨英（ピョン・ウヨン、朝鮮語: 변우영、1969年6月21日 - ）は、大韓民国の韓国放送公社 (KBS) 所属のアナウンサー。忠北大学校仏語仏文学科を卒業し、1994年にKBSの公募採用でアナウンサーとして採用され入局した。『KBS 930뉴스』、『가족오락관』、『쇼! 행운의 신용카드』、『KBS 예술극장』、『행복한 밥상』などの番組で司会を務めた。
2003年にはジョージ・ワシントン大学に客員研究員として招聘され、研究に従事した。2015年には出身校の忠北大学校の60周年記念行事に出席し、講演を行っている。